# 附加線

五線譜中使用了加線的表示方式。右方的音群的加線數量偏高，有時亦會改以「8^{va}」來表示。

加線，或稱附加線（或），是用于五線譜中的一種符號，以協助標示超出五線譜原有範圍的音高。加線又再可分為上附加線（upper ledger lines）及下附加線（lower ledger lines）兩種。

## 使用方法
如須標示一個超越五線譜範圍內的音，可以在有關地方對上或對落位置，畫出與五線譜平行的加線，數量視乎音高而定。加線的長度通常稍比音符的符頭稍長便可，當繪畫多於一條的加線時，加線間的間距應與五線譜的間距相近。當有連續使用加線的音符時，加線不會相連，而是以個別音符處理。而加线的粗细通常是原來五線譜谱线的两倍，但装饰音的加线粗细和长度会和装饰音的符头同比例缩小。
一般而言，加線的數量並沒有限制，但太多的加線亦會對讀譜造成形響。習慣上，加線以三條以內為限，偶爾有個別音高越限度亦容許，但如在樂譜上出現連續的加四、五線音時，作曲家通常會改以符號「8va」或「8basso」來表示，例如小提琴、長笛、鋼琴和豎琴。亦會以改變調號來減少閱讀上的不便。例如長號、中提琴、大提琴。
有些樂器的音域，長時期都處於通用調號的範圍外，如短笛、低音巴松管、低音提琴等，則會採用八度移調記譜法，即實質音高比譜示音高相差一個八度，亦是減少過多加線的一種折衷方法。
大號是極少數例子使用大量加線記譜的樂器，它的音域和低音巴松管、低音提琴相約，但在樂譜記譜法中，由於大號往往和低音長號共用一條五線譜，因此令它往往要使用大量加線來作遷就。

内侧的两个加线。从加三线起，开始重复五线谱原有范围。

## 外部連結
- 美國恩波利亞州立大學音樂系助理教授 Andrew Houchins 有關加線的介紹。